# Vicente Risco

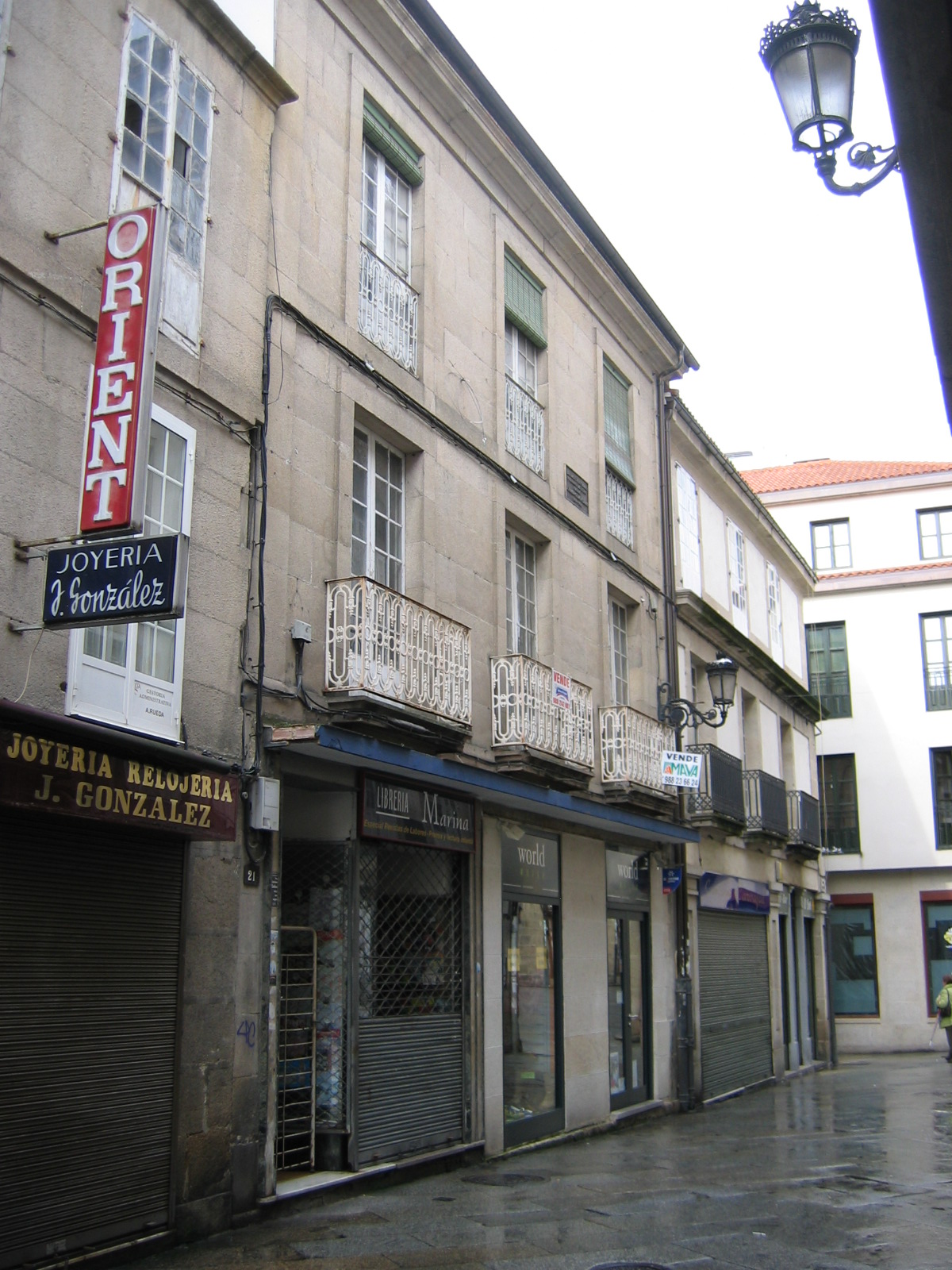
Casa natal de Vicente Risco (1º andar), na Rua da Paz, Ourense

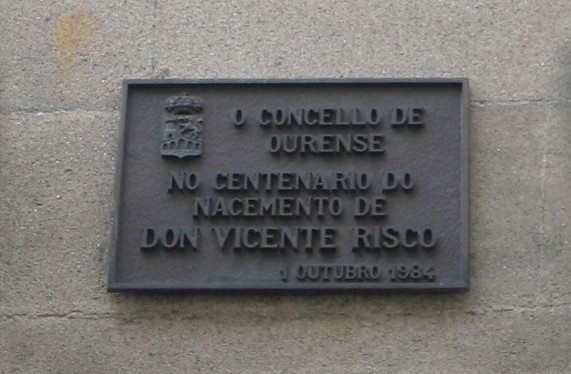

Vicente Martínez Risco y Agüero (Ourense, 1 de outubro de 1884 - 30 de abril de 1963) foi intelectual galego do século XX, membro da Geração Nós.
Foi uma das figuras mais importantes e complexas da história da literatura galega. Procedente duma família rica, de grande nível cultural, cuja contribuição para a literatura galega assentou as bases do nacionalismo galego e da nova narrativa galega.

## Primeiros anos
Filho de um funcionário da Fazenda, Risco foi um rapaz de saúde delicada, amigo desde a infância de Ramón Otero Pedrayo, em 1899 termina o Segundo Grau. Estudou Direito por conta própria na Universidade de Santiago de Compostela, licenciou-se em 1906 e ingressou no corpo de funcionários de Fazenda, com destino em Ourense.
Nesses anos participa na tertúlia que dirigia Marcelo Macias na Comissão de Monumentos, na qual se juntavam intelectuais como Xulio Alonso Cuevillas ou Arturo Vázquez Núñez e que vai influir na vocação literária de Risco. As leituras dos decadentistas franceses e ingleses vão pô-lo em contato com o ocultismo e o orientalismo, estudando o budismo e mesmo afiliando-se ao teosofismo.
Em 1910 Risco entra na redação do jornal local, El Miño; no mesmo,escreve artigos filosóficos e de atualidade com os pseudônimos de Rujú Sahib e Polichinela e literários com o seu próprio nome, admirador de Rabindranath Tagore dá-lo-á a conhecer nos círculos aurienses.
Em Fevereiro de 1912 Risco conhece a Alfonso Rodríguez Castelao e gaba um dos seus discursos em El Miño, mas Risco manter-se-á ainda longe do movimento galeguista.
Em 1913 marcha a Madrid para estudar magistério, ali será aluno de Ortega y Gasset, trata a Ramón Gómez de la Serna e Luis de Hoyos Sáinz e volta ao catolicismo.

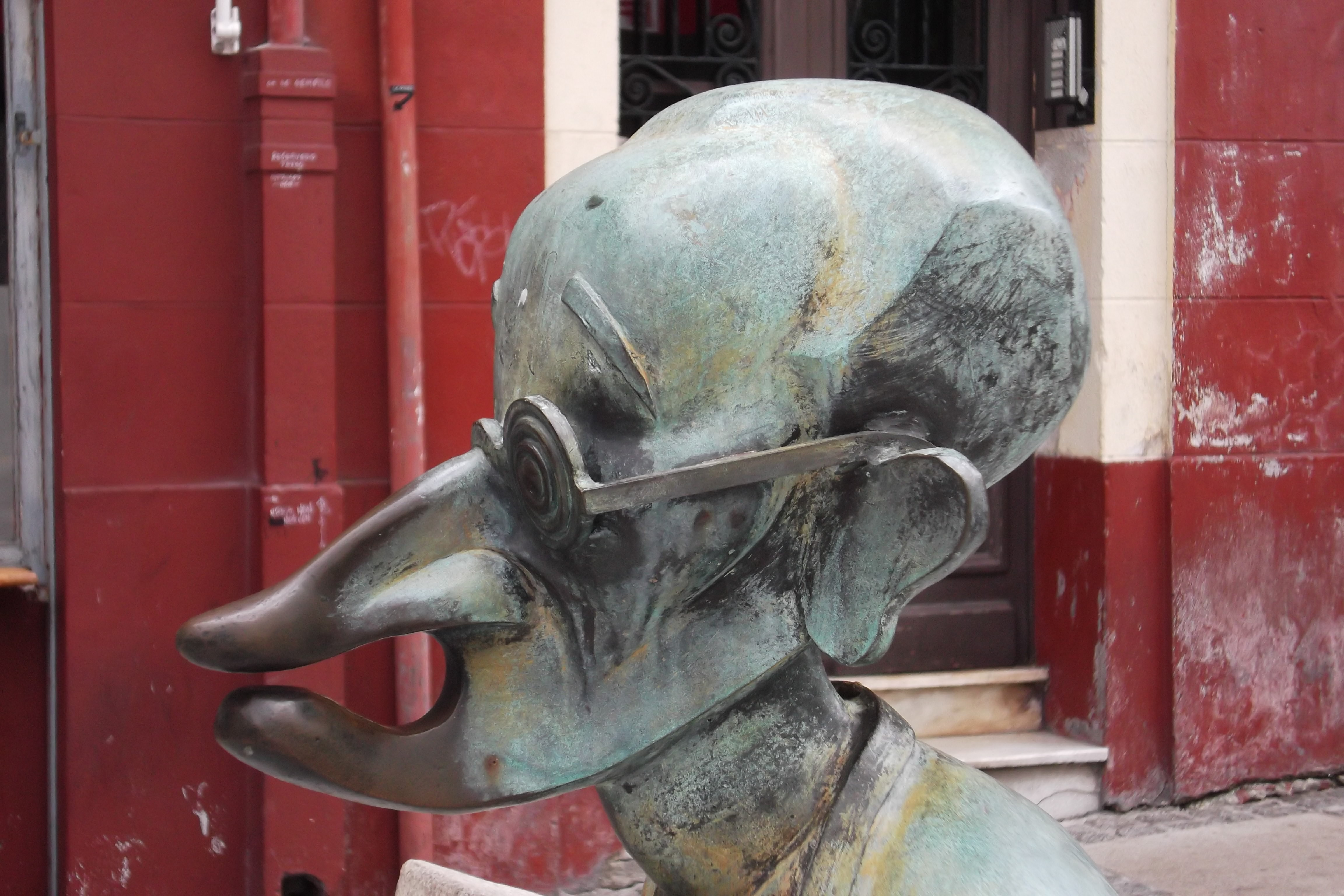
Risco, "Praza do Humor", A Coruña.

Em 1916, terminados seus estudos, volta a Ourense como catedrático de história da Escola Normal. Em 1917 funda com Arturo Noguerol Buján a revista literária La Centuria, que se tornaria num antecedente, pelas pessoas que colabora nela, da revista Nós.

## Descobrimento do galeguismo
No final de 1917 Vicente Risco entra nas Irmandades da Fala, sob influência de Antón Losada Diéguez. A 18 de Dezembro de 1917 pronúncia o primeiro discurso em galego, num ato de apoio a Francesc Cambó, e na campanha para as eleições parlamentares de 1918, Risco com o grupo de Ourense participa em numerosos comícios no distrito de Celanova; embora não se alcancem bons resultados, a experiência serve a Risco como estímulo. Em Julho de 1918 sai o último dos sete números de La Centuria e Risco começa a colaborar n´A Nosa Terra, esforçando-se por impulsionar a literatura galega com artigos sobre Arthur Rimbaud, Paul Verlaine, Apollinare ou Omar Khayyam.
Em pouco tempo Risco converte-se no teórico e líder do nacionalismo galego, e já em Novembro de 1918 tem uma atuação destacada na I Assembléia Nacionalista.
Em 1920 publica o livro Teoria do nacionalismo galego, considerado o texto fundacional do nacionalismo galego. Já em 1918 publicara um artigo com o mesmo nome, onde apareciam esboçadas as ideias que agora recolhia no livro, Risco recolhe o legado de Manuel Murguía (de quem publicará uma biografia em 1933) e combina-o com o irracionalismo filosófico, o determinismo geográfico, o neo-tradicionalismo e a etnografia e define uma nação como um fato natural baseado na terra, na raça, na língua, na organização social, na mentalidade e no sentimento. E afirma a pertença da Galiza à civilização atlântica e céltica.
O ano de 1920 é também o ano no que aparece a revista Nós, herdeira de La Centuria. Risco escreveu mais de 100 colaborações para ela até seu fechamento em Julho de 1936, e desde ela vai renovar a literatura galega.
Risco também dirige a seção de etnografia do Seminario de Estudos Galegos.
Em 1922 casa com María Carme Fernández Gómez, procedente da pequena burguesia de Allariz, e em 1923 tem sua primeira filha, que morrerá em 1926. Em 1923 nasce Antón Risco.
Risco apoia num primeiro momento a Ditadura de Primo de Rivera, considera-a uma oportunidade para desmontar o sistema caciquil e aceita um posto de deputado provincial em Ourense pensando numa possível instauração de uma mancomunidade como na Catalunha.
Depois da ruptura com a Irmandade da Fala da Corunha e A Nosa Terra, Risco escreve para Rexurdimento, o órgão da Irmandade Nazonalista Galega, embora pouco tempo depois retomou as suas colaborações em ANT, que trataram sobre temas culturais. Em 1928 volve a escrever sobre temas políticos para pedir a volta ao sistema parlamentar.
Em Abril de 1930 marcha para Berlim para seguir um curso de etnografia na Universidade de Berlim. Os quatro meses que passa na Alemanha marcam-no ideologicamente para um pensamento mais conservador e católico. Risco escreveu as crônicas do seu périplo europeu para ANT, crônicas que posteriormente juntaria no livro Mittleuropa (1934).

## Segunda República
Na VI Assembléia Nacionalista Risco amostra-se partidário da conversão das Irmandades da Fala num partido político, e para as eleições a Cortes Constituintes de 1931 funda com Ramón Otero Pedrayo o Partido Nazonalista Republicán de Ourense. Otero Pedrayo foi eleito, mas Risco, com 19 615, fica fora das Cortes, e será o começo da perda de influência no seio do galeguismo em favor de Pedrayo e Castelao.
Em 25 de Outubro de 1931 encabeça um grupo de galeguistas que publicam um manifesto de afirmação católica, contra do que consideravam uma persecução da Igreja Católica pelo regime republicano.
Apesar de ser eleito na I Assembleia do Partido Galeguista membro do seu Conselho Executivo, vai estar em conflito permanente com o partido devido à sua falta de interesse pela política ativa, ao seu escasso entusiasmo pela democracia, e a sua recusa a qualquer colaboração com a esquerda.
Em 1933 publica Nós, os inadaptados, onde mostra sua concepção cíclica e espiritual da história.
Em 1934 pública "Mitteleuropa", obra em que recolhe suas impressões da viagem pela Europa, apoiando o auge do nazismo nesse mesmo ensaio.
Na III Assembleia do Partido Galeguista, em Outubro de 1935, Risco vai aceitar a colaboração pontual com a esquerda, para evitar o rompimento do partido. Em Janeiro de 1935 publica um artigo no Heraldo da Galiza, no que faz um chamamento para reconquistar Galiza para Deus, e num confronto aberto com os dirigentes do seu partido não assiste à IV Assembleia do PG de Monforte de Lemos, na qual se ratificam os acordos com a esquerda. Na Assembleia Extraordinária de Santiago de Fevereiro de 1936, no que o PG se soma à Frente Popular, Risco une-se ao grupo de galeguistas que em Maio de 1935 criara a Dereita Galeguista de Pontevedra e sai do PG para dirigir a Dereita Galeguista.
Em 13 de Junho de 1936 quando começa a campanha pelo Estatuto de Autonomia da Galiza, Risco faz campanha ativa em prol do sim, mas Risco não gostava da situação política, a qual considerava um perigo para a Igreja Católica, e ao ocorrer a sublevação do exército, Risco cala apesar do assassinato ou encarceramento de muitos dos seus amigos e companheiros galeguistas. Em  30 de Agosto de 1936 Risco participa como diretor da Escola Normal de Ourense na reposição solene da cruz na escola organizado pelas autoridades franquistas. Desde 1937 dirige Misión, co-fundado com Otero Pedrayo. Mas será em 1938 que começa a colaborar com La Región com artigos ao serviço dos sublevados, consumando a que seus antigos companheiros no exílio consideraram uma traição aos ideais galeguistas, simbolizada na frase que Castelao deixou no Sempre en Galiza: "dicia Risco, cando Risco era alguén".

## Franquismo
Em 1940 publica o trabalho etnográfico El fin del mundo en la tradición popular gallega e em 1944 o livro Historia de los judíos desde la destrucción del Templo. Reside durante um tempo em Pamplona e colabora com El Pueblo Navarro; em 1945 traslada-se a Madrid, onde colabora com El Español, Pueblo e La Estafeta Literaria e publica em 1947 Satanás. Biografía del Diablo. Volta para Ourense em 1948.
Graças aos esforços dos seus amigos galeguistas Otero Pedrayo e Francisco Fernández del Riego, Risco volta a escrever em galego no seu estudo de etnografia para a Historia de Galicia dirigida por Otero Pedrayo, e na tradução do romance de Camilo José Cela, La familia de Pascual Duarte, realizada em 1951 e no relato Sursumcorda (1957).
Mas será o castelhano a língua que empregue no número 2 de Grial e no resto da sua produção literária, entre a que destaca La puerta de paja, que foi finalista do Prêmio Natal 1952, e que publica em 1953 com grande sucesso de crítica.
Escreve também La tiara de Saitaphernes, Gamalandafa e La verídica historia del niño de dos cabezas de Promonta, que ficam inéditas por falta de editores interessados.
Risco jubila-se em 1954, mas continua a publicar trabalhos de etnografia na imprensa galega. Em 1961 publica Léria, antologia de textos de antes da guerra civil espanhola.
Risco morre em 30 de Abril 1963 na sua cama de Ourense, uns dias após que o governo franquista lhe concedera a Medalha de Afonso X.

## Ideologia
Primariamente Risco caracteriza-se pelo seu anti-modernismo; o pensamento político de Risco baseia-se na crítica à modernidade, considerada como decadência e abandono das formas de vida mais puras e legítimas, ao tempo que exalta a irracionalidade, o misticismo e a religiosidade popular, por isso mesmo recusará a literatura realista. Risco advoga pelo anti-parlamentarismo durante a Restauração. Risco também despreza a civilização mediterrânea e defende o celtismo e atlantismo, para o qual olhará a Portugal e, em especial, à Irlanda pelo seu catolicismo e pela luta vitoriosa contra do imperialismo inglês.
A Galiza verdadeira, para Risco, é a tradicional, a dos lavradores e marujos, é essa a Galiza na qual se guarda a essência da raça, o sentimento religioso da Terra, mitificação dos tempos passados.

## Obra literária
A totalidade da obra literária de Risco vai ser uma cópia do seu pensamento filosófico e político. Seu primeiro texto literário é o relato breve Do caso que lhe aconteceu ao Dr. Alveiros, centrado no tema do esoterismo e a magia.
As seguintes obras de Risco vão estar baseadas nas lendas e tradições populares, O lobo da xente(1923) e A trabe de ouro e a trabe de alquitrán (1925). De 1926  é o quadro dramático, A Coutada centrado no sentimento da terra e da volta às origens, aos antepassados. Em 1927 publicou em Nós alguns capítulos de um romance que não terminaria, Os europeus em Abrantes, uma sátira contra algumas conhecidas dos intelectuais de Ourense.
Posteriormente publica o seu único romance, O porco de pé, no qual mostra sua concepção espiritual da história, contrária ao materialismo e ao mundo moderno.
De 1928 é a obra de teatro O bufón d'El-Rei
É também autor do primeiro poema futurista em língua galega.

## Obra (seleção)
- Narrativa em galego:

- Do caso que ll'aconteceu ó doutor Alveiros. "Terra A Nosa !". A Corunha. 1919
- O lobo da xente. Lar. A Corunha. 1925
- A velliña vella, Céltiga. Buenos Aires. 1925
- A trabe de ouro e a trabe de alquitrán. Lar. A Corunha. 1925
- A Coutada. Lar. A Corunha. 1926
- Os europeos en Abrantes. Epopeia en prosa, em rev. Nós, nº 39, 40. 1927
- O Porco de Pé. Nós. A Corunha. 1928
- O señor feudal, in rev. Nós, nª 74. 1930

- Teatro em galego:

- O bufón d'El Rei. Drama en catro pasos, Nós. A Corunha. 1928

- Ensaio em galego:

- Teoría do nazonalismo galego. A Nosa Terra. A Corunha. 1918
- Teoría d'o nacionalismo galego. La Región. Ourense. 1920
- O programa do nazonalismo. A Nosa Terra. 1931
- Nós, os inadaptados, in rev. Nós, nº 115, 1933
- Mitteleuropa. Impresiós d'unha viaxe. Nós. Santiago. 1934
- Nacionalismo galego. Alento: Boletín de Estudos Políticos. Santiago-Noia. 1934-1935.
- Leria. Galaxia. Vigo. 1961

- Etnografia em galego:

- Etnografía e folkore de Melide, in VV.AA., Terra de Melide. Seminario de Estudos Galegos. Santiago. 1933
- Etnografía: Cultura espiritual, in VV.AA., Historia de Galiza, t. I. Buenos Aires. 1962

- Narrativa em castelhano:

- El enviado. Mi Tierra. Ourense. 1911
- La puerta de paja. Planeta. Barcelona. 1953

- Ensaio em castelhano:

- Elementos de metodología de la Historia. Nós. A Corunha. 1920
- El problema político de Galicia. Ciap. Madrid. 1930
- Psicología del librepensador. Ourense. 1937
- Satanás, biografía del diablo. Libros y Revistas. Madrid. 1947
- Libro de las "Horas". Tanco. Ourense. 1961 (artigos publicados no jornal La Región)
- Mitología cristiana. Editora Nacional. Madrid. 1963
- Orden y caos. Exégesis de los mitos. Madrid. 1963
- Las Tinieblas de Occidente: Ensayo de una valoración de la civilización europea. Sotelo Blanco. Santiago. 1990

(edição póstuma de Manuel Outeiriño sobre original da primeira década do século XX)
- História em castelhano:

- Historia de los judíos desde la destrucción del templo. Barcelona. 1944
- La Historia de Oriente contada con sencillez. Escelicer. Cádiz. 1955

Geografia em castelhano:
- Provincia de Orense, em F. Carreras Candi, editor. Geografía del Reino de Galicia. Barcelona, s.a.